# دانه‌خوار سینه‌لیمویی
دانه‌خوار سینه‌لیمویی (نام علمی: Serinus citrinipectus) نام یک گونه از سرده سهره دمگاه‌زرد است.